# Araki (Vanuatu)
Pour les articles homonymes, voir Araki.
Araki (en araki Raki [ˈɾaki]) est une petite île montagneuse de 2,5 km2, située à environ 4 km au sud d'Espiritu Santo, plus grande île du Vanuatu. L'île est administrativement rattachée à la province de Sanma et était peuplée en 2009 par 140 habitants.

## Géographie

### Topographie
Araki est une île montagneuse dont les sommets sont situés au sud-ouest. Hormis les villages et quelques aires culturales défrichées, elle est recouverte de forêt.

### Démographie
De petite dimension, Araki est peu peuplée, et l'a toujours été depuis les premiers contacts européens. Selon un recensement pré-colonial de 1897, 103 personnes y vivaient à l'époque ; elles étaient 112 en 1989 et 121 en 1999. Cependant, ces deux derniers chiffres ne reflètent pas la réalité démographique de l'île ; en effet, de nombreux insulaires travaillent et vivent la plupart du temps à Espiritu Santo.

### Répartition de la population
La population, localisée sur les côtes du nord au sud-est, se répartit en 5 communautés : Pelinta, Parili, Parili-Aru, Vinapahura et Sope. Le centre de vie se situe près de Sope, dans un espace appelé The Mission où se trouvent l'église et le pasteur, la salle commune, la coopérative, le dispensaire, la maison du chef et la maison des femmes (Women club house).

## Économie
Comme c'est souvent le cas dans les zones rurales du Vanuatu, la plupart des habitants d'Araki sont des fermiers, qui, outre des cultures vivrières et l'élevage de quelques poules et porcs, vendent du coprah et du cacao. Certains vendent également à Luganville crabes, crabes de cocotier, poissons et fruits.
Ces ressources sont insuffisantes pour de nombreux Arakiens qui préfèrent alors cultiver de plus grandes parcelles sur Espiritu Santo, voire vivre à Luganville.

## Langue
Les anciens Arakiens ont développé une langue, l'araki, parlée uniquement sur l'île. Parlé jadis par la totalité de la population, l'araki est aujourd'hui presque éteint, en raison des concurrences du bichelamar, de l'anglais et du tangoa. En 2008, il ne comptait plus que huit locuteurs.